# جین کابان
 جین کابان (انگلیسی: Jean Cabannes؛ زاده ۱۲ اوت ۱۸۸۵ درگذشته ۳۱ اکتبر ۱۹۵۹) یک فیزیک‌دان اهل فرانسه بود. 